# Лаходіш
Лаходіш (нім. Lachoudisch) — діалект німецької мови з баварського міста Шопфлох мав численні запозичення з івриту та їдишу. Використовувався торговцями худобою і розглядаєтся як ротвельш — арго німецької бідноти та асоціальних елементів.
Назва, ймовірно, походить від словосполучення «лашон кадош» (івр. לשון קודש, «свята мова»). Широкої відомості мова набула після репортажу Цві Лі-Дара у 1981 році та заснованій на ньому статті в «Нью-Йорк таймс» що вийшла у 1984 році.